# Ла Масана
Ла Масана (кат. La Massana) је град у Андори.

## Географија
Ла Масана је град који се налази у истоименој жупи. Налази се у северозападном делу Андоре. Ла Масана се налази на великој надморској висини, окружена високим планинама. Град према подацима из 2010. има 5.067 становника.

## Назив града
Име Ла Масана потиче од латинске речи mattianam, што представља име за једну врсту јабуке.

## Туризам
Главна индустрија је туризам. Током зиме, главне активности су скијање и сноубординг. У лето, главне активности су планинарење, бициклизам и кањонинг.

## Хелидром
У граду постоји један хелидром, који пружа комерцијалне услуге.

## Спорт
У Ла Масани постоји фудбалски клуб Каса Естрела дел Бенфика који се тренутно такмичи у другој лиги Андоре.